# أبولون مايكوف

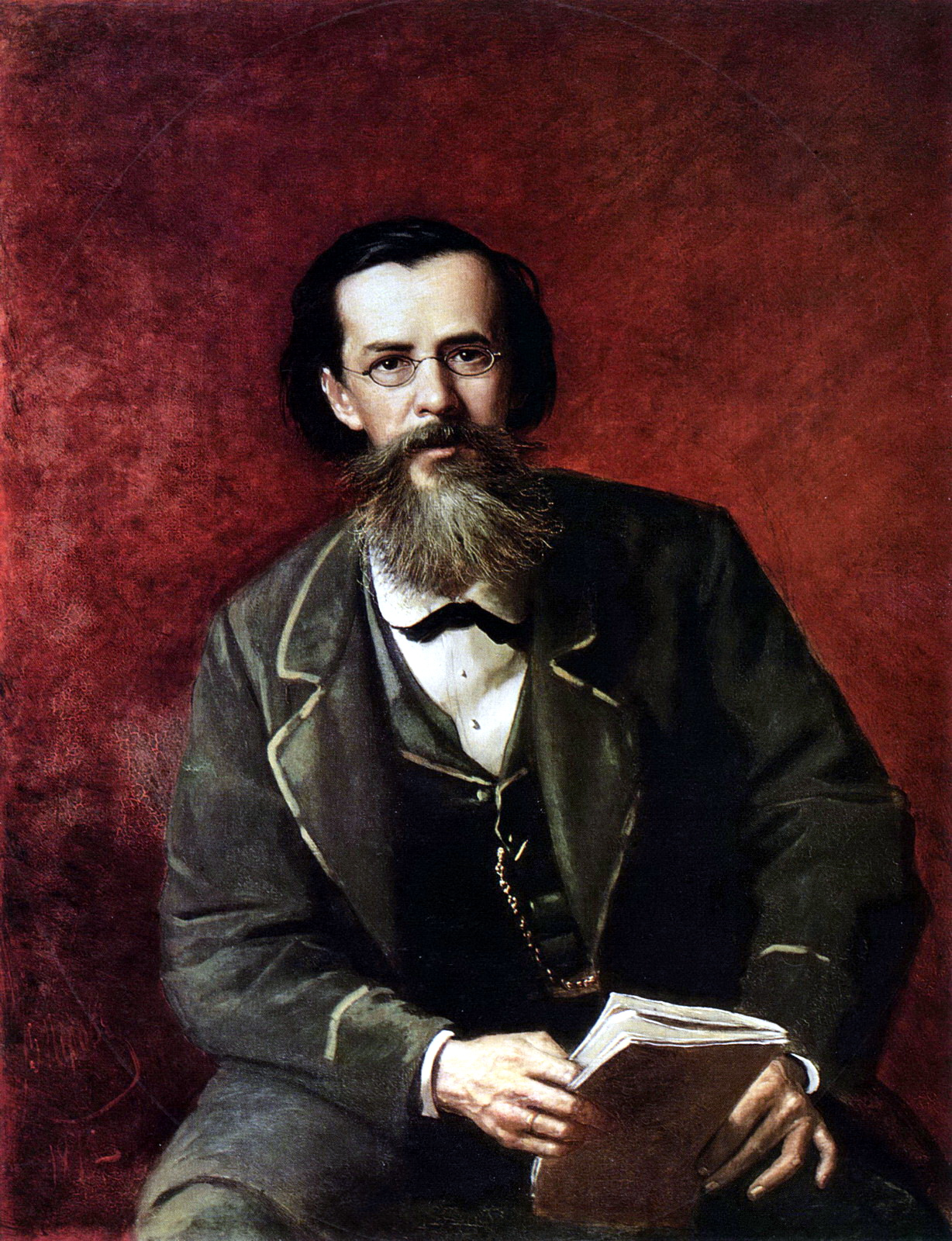
لوحة لـِ أبولون مايكون بريشة الفنّان فاسيلي بيروف عام 1872.

أبولون نيكولايفيتش مايكوف (بالروسية: Аполло́н Никола́евич Ма́йков) هو شاعرٌ روسي اشتَهر بشعره الغنائي الذي يُصوّر الحياة والطبيعة والتاريخ الروسي. وُلِدَ في موسكو في 4 يونيو 1821، وتوفّي في 20 مارس 1897 في سانت بطرسبرغ. بالإضافة لكونِه شاعراً، فقد كان مايكوف مُترجماً أيضاً، ويُذكر أنّه أمضى 4 سنوات في ترجمَة الملحمَة الشعريّة حكاية حملة إيغور من اللغة السلافية الشرقية القديمة إلى اللغة الروسيّة الحديثة. وقد ترجَم عدداً من الفلكلور البيلاروسي واليوناني والصربي والإسباني، كما ترجَم أعمالاً لـِ هاينه وميتسكيفيتش وغوته. وقد أثّر حبّه الكبير لليونان وروما القديمة في أشعاره، ويُذكَر أن الكثير من أعمالِه تمّ تلحينُها من قِبَل العازفين الروس مثل كورساكوف وتشايكوفسكي.
وُلِدَ مايكوف في عائلةٍ فنيّة، فوالِده نيكولاي مايكوف كان رسّاماً، ووالدته يفجينيا بيتروفنا مايكوفا كانت قارئة للأدب ولديها أشعارها الخاصّة. وقدد تلقّى مايكوف تعليمَه في المنزل على يد الكاتِب إيفان غونتشاروف وأساتِذة آخرون. وفي سِنّ الـ15 بدأ بكتابةِ أشعاره الخاصّة، وقد التَحق بجامعة سانت بطرسبرغ الحكومية عام 1837.
بدأ مايكوف بنشرِ قصائده عام 1840، ونشر أولى دواوينه عام 1842. وقد حَصَل ديوانه على نقدٍ إيجابي من الناقد ذو التأثير فيساريون بلنسكي. بعد ذلك، سافر لجميع أنحاء أوروبا، وعاد إلى سانت بطرسبرغ في عام 1844، حيث واصل نشر الشعر وتفرع للنقد الأدبي وكتابة المقالات.
واستمر في الكتابة طوال حياته، مُتأرجحاً خلالها بين المُحافظين والليبراليين، كان مُحافظاً فيها على أشعاره التي ينشرها بشكل ثابت وجودة عالية. خلال الفتّرة التي كان يعتبر فيها نفسه ليبراليّاً، تعرّف فيها على نيكولاي نيكراسوف وإيفان تورغينيف. وعندما أصبَح مُحافظاً تعرّف على فيودور دوستويفسكي، وقد توفّي باعتبارِه مُحافِظاً حيث توفّي في سانت بطرسبرغ في 20 مارس 1897.

## حياته

### طفولته
ولد أبولون مايكوف في 4 يونيو 1821 في موسكو، لعائلة أرستقراطية روسية مثقفة. كان والده نيكولاي مايكوف رسامًا معروفًا، ووالدته تنتمي لعائلة أدبية. نشأ في بيئة ثقافية ثرية، ما أتاح له فرصة الاطلاع المبكر على الأدب والفنون. تأثر منذ صغره بالتراث الروسي والفلكلور الشعبي، والذي انعكس لاحقًا في أعماله الشعرية.

### حياته المهنية
التحق بجامعة سانت بطرسبرغ حيث درس الفقه، لكنه انجذب للأدب والشعر، وبدأ في نشر قصائده منذ عام 1840. نال ديوانه الأول استحسان النقاد، وسافر بعدها إلى أوروبا، حيث تأثر بالأدب الغربي وخاصة الفرنسي والإيطالي. شغل لاحقًا مناصب تحريرية في مجلات أدبية روسية، وشارك في تطوير المشهد الثقافي الروسي في القرن التاسع عشر. كما قام بترجمة أعمال شعرية من اللاتينية والإيطالية إلى الروسية.

### سنواته الأخيرة
في سنواته الأخيرة، ظل مايكوف يكتب وينشر، لكنه مال إلى حياة أكثر هدوءًا، مبتعدًا عن الجدل الأدبي والسياسي الذي كان يحيط بجيله. احتفظ بعلاقاته الأدبية، لكنه عانى من مشكلات صحية متزايدة. توفي في 20 مارس 1897 في سانت بطرسبرغ عن عمر يناهز 75 عامًا.

## الإرث والتكريم
يُعتبر أبولون مايكوف أحد أبرز شعراء روسيا في القرن التاسع عشر، لما قدمه من مساهمات في إثراء الشعر الروسي الكلاسيكي. أدرجت أعماله في المناهج التعليمية الروسية، وأُلهم بها العديد من الملحنين الذين قاموا بتلحين قصائده. كما نُشرت أعماله الكاملة في عدة طبعات لاحقًا، ولا تزال دراسته ضمن مساقات الأدب الروسي الكلاسيكي حتى اليوم.

## روابط خارجية
- أبولون مايكوف على موقع ميوزك برينز (الإنجليزية)